# 五位蔵人
五位蔵人（ごいのくろうど）は、律令制下の日本における官職（令外官）の一つ。蔵人所の次官で、蔵人頭の次位にあたる。定員は2〜3名で、五位の殿上人の中から、家柄がよく学識才能のある者が特に選ばれた。
五位蔵人という言葉が歴史上に出てくるのは、『職事補任』宇多院の項の分注に「仁和四年十一月廿七日、始置五位蔵人二人、止六位二人」とあり、源湛・藤原敏行の2名が五位蔵人に補任されたのが初見で、これ以後頻出している。これ以前にも五位蔵人は存在していたが、無位の蔵人もあり、蔵人8人の位階は必ずしも一定しなかった。当時は五位と六位の間に身分上明確な一線が引かれ、官人の行動や儀制面で大きな差があったため、蔵人を一括することが困難であったとともに、蔵人所の職掌も次第に分化し、身分の高低が密接に関係するようになった。このことが五位蔵人の設置と、それに伴う機構の整備を生んだ理由と考えられる。
これ以後、五位蔵人が四位に、六位蔵人が五位に昇進した場合が、新しい位階のまま蔵人に留まることは許されず、位階と蔵人の職が不可分のものとなり、五位蔵人及び六位蔵人は官職名とみなされるようになった。
江戸時代に入ると、定員が3名とされ、名家出身の弁官が五位蔵人を経て蔵人頭（頭弁）に昇進する経路が確立されたため、五位蔵人と頭弁が人的に密接になる場合もあった。